# Eubolbitus zarudnyii
Eubolbitus zarudnyii är en skalbaggsart som beskrevs av Semenov och Medvedev 1929. Eubolbitus zarudnyii ingår i släktet Eubolbitus och familjen Bolboceratidae. Inga underarter finns listade i Catalogue of Life.